# Aeródromo Punta Galera
El Aeródromo Punta Galera (OACI: SCGA) es un terminal aéreo ubicado cerca de La Unión, en la Provincia del Ranco, Región de Los Ríos, Chile. Es de propiedad pública.